# Front-de-Seine

Front-de-Seine a Eiffelova věž

Front-de-Seine je název urbanistického projektu v Paříži podél levého břehu řeky Seiny v 15. obvodu nedaleko po proudu od Eiffelovy věže. Je to oblast s největší koncentrací výškových budov na území hlavního města. Administrativně je území rozděleno mezi administrativní čtvrtě Javel a Grenelle.

## Popis
Urbanistický rozvoj v 70. letech zasáhl i tuto oblast a během 10 let zde vzniklo asi 20 mrakodrapů. Oproti mrakodrapům postaveným v rámci operace Italie 13 ve 13. obvodu mají zdejší stavby různou formu, tvar a styly, ovšem jejich výška je přibližně stejná (cca 100 m). Na rozdíl od Italie 13, kde převažují obytné domy a čtvrti La Défense, kde jsou převážně kancelářské budovy, je Front-de-Seine koncipována jako smíšená zóna s nájemnými obytnými domy i s kancelářskými budovami.

## Historie
Čtvrť Grenelle byla v 19. století průmyslovou oblastí. V roce 1951 byla zbořena poslední továrna, což umožnilo zahájení navrhovaného rozvoje. V roce 1959 byla zhotovením projektu pověřena projekční kancelář architektů Raymonda Lopeze a Henriho Pottiera. V roce 1961 vznikla společnost SEMEA 15 (Société d'économie mixte d'équipement et d'aménagement du 15e arrondissement), která byla pověřena celkovou organizací a přestavbou celé čtvrtě. Po smrti Raymonda Lopeze převzal projekt jeho partner Michael Holley. Stavební práce začaly v roce 1967. S příchodem ekonomické krize se od roku 1976 objevily problémy na trhu s nemovitostmi a SEMEA 15 pro výstavbu posledních staveb kontaktovala další architekty. Na konci 70. let již výstavba byla ukončena. Posledním dokončeným projektem byl Tour Cristal, dokončený po mnoha změnách v projektech v roce 1990. Vznikla tak obytná a obchodní čtvrť Beaugrenelle.

## Stavby
Významné stavby Front-de-Seine:
- Tour Keller, 1970

- Tour Seine, 1970
- Tour Évasion 2000, 1971
- Tour Mirabeau, 1972
- Tour Perspective 1, 1973
- Tour de Mars, 1974
- Tour Panorama, 1974
- Tour Avant-Seine, 1975
- Tour Perspective 2, 1975
- Tour Rive Gauche, 1975
- Tour Reflets, 1976

Front de Seine, 2021

Front-de-Seine v noci

- Hôtel Novotel Paris Tour Eiffel, 1976
- Tour Espace 2000, 1976
- Hôtel Flatotel Tour Eiffel, 1977
- Tour Beaugrenelle, 1979
- Tour Totem, 1979
- Tour Cristal, 1990

## Zajímavosti
Ve čtvrti se odehrává závěrečná scéna ve filmu Strach nad městem s J. P. Belmondem.